# やっちゃん
やっちゃん（13歳、オス）は、栃木県宇都宮市内の居酒屋「かやぶき」で飼われているニホンザルで、客におしぼりを運ぶことで有名になった。
やっちゃんは1999年頃にペットとして飼われ始めたのだが、飼い主にとてもよく懐き、仕事中でも飼い主のそばにいた。飼い主がやっちゃんにおしぼりを渡してみると、やっちゃんは客のテーブルまでおしぼりを運んだので、飼い主はやっちゃんに芸を覚えさせ、現在はテーブルを拭いたり灰皿を出したりもする。やっちゃんは踊りも得意で、定番は加藤茶と志村けんのヒゲダンスである。やっちゃんの給料はバナナである。

## やっちゃんの法律上の位置付け
やっちゃんの飼い主は栃木県動物愛護指導センターから特定動物飼育・保管の許可を取得し、動物取扱業の登録をしている。また、保健所の指導により、やっちゃんが直接飲食物を触らないように配慮している。

## やっちゃん人気
やっちゃんはインターネットの動画サイトに映像が投稿され、米三大ネットワーク（ABC、CBS、NBC）からも取材を受けたので、居酒屋には外国からの観光客も訪れるようになった。やっちゃんには弟分の福ちゃん（6歳、オス）がいて、外国の雑誌では"Japan's Monkey Waiters"や"MONKEY WORKING IN JAPAN..."という見出しで紹介されている。
やっちゃんたちは福祉施設や地域の催事にも出演し、人々に笑顔をもたらしている。